# Лефкас (ном)
Лефкада (грец. Λευκάδα), або Лефкас — ном в Греції, що належить до групи Іонічних островів. Складається з острова Лефкас та декількох маленьких островів. Столиця — Лефкас.

## Муніципалітети і комуни
| Муніципалітет | YPES код | Місцева влада (якщо відрізняється) | Поштовий код |
| ------------- | -------- | ---------------------------------- | ------------ |
| Аполлонії     | 3601     | Васілікі                           | 310 82       |
| Елломенос     | 3602     | Нідрі                              | 311 00       |
| Карія         | 3604     |                                    | 310 80       |
| Лефкас        | 3606     |                                    | 311 00       |
| Меганісі      | 3607     | Катомері                           | 310 83       |
| Сфакіотес     | 3608     | Лазарата                           | 310 80       |
| Комуна        | YPES код | Місцева влада (якщо відрізняється) | Поштовий код |
| Каламос       | 3603     |                                    | 310 81       |
| Кастос        | 3605     |                                    | 310 81       |

| Греція | Це незавершена стаття з географії Греції. Ви можете допомогти проєкту, виправивши або дописавши її. |